# 289-я штурмовая авиационная дивизия
289-я штурмовая авиационная Никопольская Краснознамённая дивизия (289-я шад) — соединение Военно-воздушных сил (ВВС) Вооружённых сил РККА штурмовой авиации, принимавшее участие в боевых действиях Великой Отечественной войны, вошедшая в состав ВВС Украины в 1992 году.

## Наименования дивизии
- 289-я смешанная авиационная дивизия;
- 289-я штурмовая авиационная дивизия;
- 289-я штурмовая авиационная Никопольская дивизия;
- 289-я штурмовая авиационная Никопольская Краснознамённая дивизия[1];
- 289-я истребительно-бомбардировочная авиационная Никопольская Краснознамённая дивизия (29.04.1956 г.)[1];
- 289-я авиационная Никопольская Краснознамённая дивизия истребителей-бомбардировщиков (11.1976 г.)[1];
- 289-я бомбардировочная авиационная Никопольская Краснознамённая дивизия[1] (1988 г.);
- Войсковая часть (полевая почта) 21814[1].

## История и боевой путь дивизии
Сформирована к 8 августа 1942 года на основании Приказа НКО № 00147 от 20 июля 1942 года как 289-я смешанная авиационная дивизия. До 14 сентября находилась в оперативном подчинении командующего Ставропольским военным округом, затем вошла в состав 8-й воздушной армии с подчинением в оперативном отношении командующему 28-й армии. До ноября 1942 года дивизия была отдельной и подчинялась Ставке ВГК, содействовала войскам 28-й армии по обороне устья р. Волга и городе Астрахань. В октябре месяце её части осуществляли прикрытие высадки кавалерийской группы в устье Волги около порта Оля.
В составе 8-й воздушной армии дивизия вела боевые действия на Сталинградском с 18 августа 1942 года, а с 1 января 1943 года — на Южном фронтах, участвуя в Сталинградской битве, Котельниковской, Северо-Кавказской и Ростовской наступательных операциях составом 3-х полков: 232-й и 806-й штурмовые и 148-й истребительный авиаполки (с 16 сентября) и имея в боевом составе 36 самолётов Ил-2 и 11 самолётов Як-1 и ЛаГГ-3. За период боевых действий с 18 августа по 25 декабря 1942 года дивизия этим составом уничтожила 7 самолётов на земле и 2 в воздухе, 25 танков, около 800 автомашин, 9 бронемашин, 28 мотоциклов, 36 орудий, 19 автоцистерн с горючим, 90 подвод и 5 тракторов, взорвано 15 склада, уничтожено и рассеяно 5300 солдат и офицеров. Свои потери 19 самолётов.
В период с 5 по 31 марта 1943 года 289-я смешанная авиационная дивизия в составе 10-го смешанного авиационного корпуса находилась в Резерве Ставки ВГК, а после вхождения в его состав была переименована в 289-ю штурмовую авиационную дивизию. Затем дивизия вновь входила в состав 8-й воздушной армии Южного фронта.
С середины июля дивизия участвует в Миусской операции, разгроме таганрогской группировки противника, освобождении Донбасса и наступлении вплоть до реки Молочная. В октябре 1943 года дивизия принимает участие в прорыве обороны противника на реке Молочная и преследовании его до Днепра.
В январе — феврале 1944 года полки дивизии в составе 7-го штурмового авиакорпуса 8-й воздушной армии 4-го Украинского фронта участвовали в ликвидации никопольского плацдарма противника, содействуя войскам 3-й гвардейской армии в овладении городом Никополь и созданию плацдарма на правом берегу р. Днепр. 13 февраля дивизии присвоено почётное наименование «Никопольская».
В апреле 1944 года дивизия участвовала в прорыве обороны противника на Перекопском перешейке и Сиваше, с 15 апреля по 10 мая её части содействовали наземным войскам в освобождении города Севастополь. В Крымской операции дивизия вела боевую работу составом 3-х полков на Ил-2: управлении дивизии базировалось в Ольговке, 232-й штурмовой авиаполк — в Подовке, 686-й и 947-й штурмовые авиаполки — в Скворцовке, а с 14 апреля — на аэродромах Крыма Старый Кудияр, Люксембург и Карачакмак, с 19 апреля — Ашага-Джамин, Биюк-Токсаба, Октоберфельд и Темеш. Всего дивизия выполнила 790 боевых вылетов за операцию. Указом Президиума Верховного Совета СССР от 24 мая 1944 года за образцовое выполнение заданий командования в боях за освобождение г. Севастополь и проявленные при этом геройство, доблесть и мужество она была награждена орденом Красного Знамени.
В августе 1944 года дивизия в составе 7-го штурмового авиакорпуса переброшена в 14-ю воздушную армию 3-го Прибалтийского фронта, где вела боевые действия на тартусском и рижском направлениях. Затем дивизия была переброшена на 1-й Прибалтийский фронт в состав 3-й воздушной армии, где до конца 1944 года вела бои на мемельском, тильзитском и либавском направлениях. На заключительном этапе войны дивизия содействовала войскам 1-го и 2-го Прибалтийского фронтов в разгроме курляндской группировки противника.
В составе действующей армии дивизия находилась с 18 августа 1942 года по 16 мая 1944 года и с 17 августа 1944 года по 16 апреля 1945 года.
До окончания войны дивизия в составе 7-го штурмового авиакорпуса находилась в резерве Ставки ВГК. В сентябре 1945 года дивизия перебазировалась на аэродром Дубно в Львовский военный округ в состав 14-й воздушной армии. В конце 1945 года полки дивизии получили новый самолёт Ил-10.
В 1949 году в связи с массовым переименованием 7-й штурмовой авиационный корпус переименован в 68-й штурмовой авиационный корпус, а 14-я воздушная армия в 57-ю воздушную армию. Новые переименования не коснулись ни дивизию, ни её полков. В середине 1950-х годов дивизия получила на вооружение новый самолёт МиГ-15, который использовался в штурмовом варианте. С возникновением нового рода Фронтовой авиации — истребительно-бомбардировочной авиации, дивизия была передана в её состав, 29 апреля 1956 года поменяла свое наименование на 289-ю истребительно-бомбардировочную авиационную Никопольскую Краснознамённую дивизию, 68-й штурмовой авиакорпус расформирован в составе 57-й воздушной армии.
В мае 1957 года два полка дивизии, прошедшие в её составе весь боевой путь, были расформированы, а взамен них дивизия получила два новых полка из состава расформировываемой 206-й истребительно-бомбардировочной авиационной дивизии. Дивизия состояла из трех полков:
- 806-й истребительно-бомбардировочный авиационный полк на МиГ-15 и МиГ-17 (Луцк);
- 807-й истребительно-бомбардировочный авиационный полк на МиГ-15 и МиГ-17 (Броды);
- 947-й истребительно-бомбардировочный авиационный полк на МиГ-15 и МиГ-17 (Дубно).

В июне 1961 года в состав дивизии вошел 236-й истребительно-бомбардировочный авиационный полк, базировавшийся в Чорткове Тернопольской области. Полк заменил 807-й истребительно-бомбардировочный авиационный полк, который был выведен из состава дивизии в прямое подчинение 57-й воздушной армии и переформирован в 55-й отдельный вертолётный Севастопольский полк, получив на вооружение Ми-4 и позже Ми-6. В 1961 году полки дивизии начали получать новый самолёт истребительно-бомбардировочной авиации Су-7Б и приступили к его освоению. 236-й истребительно-бомбардировочный авиационный полк имел на вооружении МиГ-21, который использовал в качестве самолёта истребительно-бомбардировочной авиации.
В 1976 году произошла смена наименований, и дивизия переименована в ноябре 1976 года в 289-ю авиационную Никопольскую Краснознамённую дивизию истребителей-бомбардировщиков. В дивизии появились новые самолёты: 236-й авиационный полк истребителей-бомбардировщиков получил в 1977 году МиГ-23Б (БМ, БН), 947-й авиационный полк истребителей-бомбардировщиков — Су-7Б, а 806-й авиационный полк истребителей-бомбардировщиков — Су-17М2 в 1979 году.
В 1978 году 947-й авиационный полк истребителей-бомбардировщиков получил самолёты Су-24, стал бомбардировочным авиаполком, и был заменен на 69-й авиационный полк истребителей-бомбардировщиков, переформированный в составе воздушной армии из учебного в боевой полк на Су-7Б. Полк базировался в Овруче. К 1980 году дивизия состояла из трех полков:
- управление дивизии (Луцк);
- 69-й авиационный полк истребителей-бомбардировщиков Су-17М3, Овруч;
- 236-й авиационный полк истребителей-бомбардировщиков МиГ-27К, Чортков;
- 806-й авиационный полк истребителей-бомбардировщиков Су-17М2, Луцк.

В августе 1984 года 236-й авиационный полк истребителей-бомбардировщиков на МиГ-27К выведен из состава дивизии и убыл в Центральную группу войск на аэродром Градчаны в Чехословакии в состав 131-й смешанной авиадивизии. В 1988 году полки дивизии стали оснащаться самолётом Су-24 и были переданы в состав Бомбардировочной авиации. Дивизия и полки были переименованы, дивизия в 1988 году была переименована в 289-ю бомбардировочную авиационную Никопольскую Краснознамённую дивизию.
В связи с распадом СССР дивизия с 1 января 1992 года перешла под юрисдикцию Украины, где впоследствии была расформирована.

## Командиры дивизии
| Звание                  | Имя                         | Период                                 | Примечания |
| ----------------------- | --------------------------- | -------------------------------------- | ---------- |
| Полковник               | Рейно Леонид Давыдович      | 4 августа 1942 г. — 18 октября 1942 г. |            |
| Подполковник, полковник | Аввакумов Михаил Васильевич | 19 октября 1942 г. — 6 апреля 1943 г.  |            |
| Полковник               | Пуцыкин Илья Петрович       | 7 апреля 1943 г. — 14 мая 1944 г.      |            |
| Полковник               | Срулик Сергей Онуфриевич    | 26 июня 1944 г. — декабрь 1949 г.      |            |

## В составе объединений
| Дата          | Фронт (округ)                                | Армия                              | Корпус                            | Примечания |
| ------------- | -------------------------------------------- | ---------------------------------- | --------------------------------- | ---------- |
| 04.08.1942 г. | Резерв ВГК                                   | -                                  | -                                 | -          |
| 18.08.1942 г. | Юго-Восточный фронт                          | ВВС фронта                         | -                                 | -          |
| 15.09.1942 г. | Юго-Восточный фронт                          | 8-я воздушная армия                | -                                 | -          |
| 30.09.1942 г. | Сталинградский фронт                         | 8-я воздушная армия                | -                                 | -          |
| 31.12.1942 г. | Южный фронт                                  | 8-я воздушная армия                | -                                 | -          |
| 31.03.1943 г. | Южный фронт                                  | 8-я воздушная армия                | 10-й смешанный авиационный корпус | -          |
| 21.07.1943 г. | Южный фронт                                  | 8-я воздушная армия                | 7-й штурмовой авиационный корпус  | -          |
| 20.10.1943 г. | 4-й Украинский фронт                         | 8-я воздушная армия                | 7-й штурмовой авиационный корпус  | -          |
| 16.05.1944 г. | Резерв ВГК                                   | -                                  | 7-й штурмовой авиационный корпус  | -          |
| 01.06.1944 г. | Харьковский военный округ                    | ВВС округа                         | 7-й штурмовой авиационный корпус  | -          |
| 17.08.1944 г. | 3-й Прибалтийский фронт                      | 14-я воздушная армия               | 7-й штурмовой авиационный корпус  | -          |
| 17.10.1944 г. | 1-й Прибалтийский фронт                      | 3-я воздушная армия                | 7-й штурмовой авиационный корпус  | -          |
| 01.02.1945 г. | 2-й Прибалтийский фронт                      | 15-я воздушная армия               | 7-й штурмовой авиационный корпус  | -          |
| 01.04.1945 г. | Ленинградский фронт Курляндская группа войск | 15-я воздушная армия               | 7-й штурмовой авиационный корпус  | -          |
| 16.04.1945 г. | Резерв ВГК                                   | -                                  | 7-й штурмовой авиационный корпус  | -          |
| 09.05.1945 г. | Резерв ВГК                                   | -                                  | 7-й штурмовой авиационный корпус  | -          |
| 01.10.1945 г. | Прикарпатский военный округ                  | 14-я воздушная армия               | 7-й штурмовой авиационный корпус  | -          |
| 20.02.1949 г. | Прикарпатский военный округ                  | 57-я воздушная армия               | 68-й штурмовой авиационный корпус | -          |
| 01.04.1956 г. | Прикарпатский военный округ                  | 57-я воздушная армия               | -                                 | -          |
| 01.04.1968 г. | Прикарпатский военный округ                  | 14-я воздушная армия               | -                                 | -          |
| 01.05.1980 г. | Прикарпатский военный округ                  | ВВС Прикарпатского военного округа | -                                 | -          |
| 01.05.1988 г. | Прикарпатский военный округ                  | 14-я воздушная армия               | -                                 | -          |
| 01.01.1992 г. | Прикарпатский военный округ                  | 14-я воздушная армия               | -                                 | -          |

## Части и отдельные подразделения дивизии
За весь период своего существования боевой состав дивизии претерпевал изменения:
| Период                  | Наименование                                          | Примечание                                      |
| ----------------------- | ----------------------------------------------------- | ----------------------------------------------- |
| 04.08.1942 — 29.04.1956 | 232-й штурмовой авиационный полк                      | переименован в 232-й ибап, Ил-2, Ил-10          |
| 02.02.1943 — 29.04.1956 | 686-й штурмовой авиационный полк                      | переименован в 686-й ибап, Ил-2, Ил-10          |
| 04.08.1942 — 05.07.1943 | 806-й штурмовой авиационный полк                      | убыл в 206-ю шад, Ил-2                          |
| 20.09.1942 — 03.01.1943 | 148-й истребительный авиационный полк                 | Як-1, ЛаГГ-3, убыл в состав ВВС Южного фронта   |
| 15.04.1943 — 29.04.1956 | 947-й штурмовой авиационный полк                      | Ил-2, Ил-10, переименован в 947-й ибап          |
| 29.04.1956 — 01.05.1957 | 232-й истребительно-бомбардировочный авиационный полк | МиГ-15, расформирован                           |
| 29.04.1956 — 01.05.1957 | 686-й истребительно-бомбардировочный авиационный полк | МиГ-15, расформирован                           |
| 01.05.1957 — 01.11.1976 | 806-й истребительно-бомбардировочный авиационный полк | МиГ-17, Су-7Б, Су-17, переименован в 806-й апиб |
| 01.05.1957 — 01.06.1961 | 807-й истребительно-бомбардировочный авиационный полк | МиГ-17, Су-7Б, заменён на 236-й ибап            |
| 29.04.1956 — 01.11.1976 | 947-й истребительно-бомбардировочный авиационный полк | МиГ-15, переименован в 947-й апиб               |
| 01.06.1961 — 01.11.1976 | 236-й истребительно-бомбардировочный авиационный полк | МиГ-15, переименован в 236-й апиб               |
| 01.11.1976 — 01.01.1978 | 947-й авиационный полк истребителей-бомбардировщиков  | МиГ-15, МиГ-17, Су-7Б, заменён на 69-й апиб     |
| 01.01.1978 — 01.01.1988 | 69-й авиационный полк истребителей-бомбардировщиков   | Су-7Б, Су-17М, переименован в 69-й бап          |
| 01.11.1976 — 01.01.1988 | 806-й авиационный полк истребителей-бомбардировщиков  | Су-17 М, переименован в 806-й бап               |
| 01.11.1976 — 01.08.1984 | 236-й авиационный полк истребителей-бомбардировщиков  | МиГ-23 БМ, МиГ-27, убыл в ЦГВ                   |
| 01.01.1988 — 01.01.1992 | 806-й бомбардировочный авиационный полк               | Су-24, Су-24М                                   |
| 01.01.1988 — 01.01.1992 | 69-й бомбардировочный авиационный полк                | Су-24, Су-24М                                   |

## Участие в операциях и битвах
- Сталинградская оборонительная операция — с 17 июля 1942 года по 18 ноября 1942 года.
- Сталинградская наступательная операция — с 19 ноября 1942 года по 2 февраля 1943 года.
- Котельниковская операция — с 12 декабря 1942 года по 30 декабря 1942 года.
- Ростовская операция — с 1 января 1943 года по 18 февраля 1943 года.
- Миусская операция с 21 июля 1943 года по 2 августа 1943 года.
- Донбасская операция с 13 августа 1943 года по 22 сентября 1943 года.
- Никопольская операция[9] с 26 сентября 1943 года по 5 ноября 1943 года.
- Никопольско-Криворожская операция с 30 января 1944 года по 29 февраля 1944 года.
- Крымская операция[9] с 8 апреля 1944 года по 12 мая 1944 года.
- Тартуская операция с 17 августа 1944 года по 6 сентября 1944 года.
- Прибалтийская операция с 14 сентября 1944 года по 24 ноября 1944 года.
- Рижская операция с 8 октября 1944 года по 22 октября 1944 года.

## Почётные наименования
- 289-й штурмовой авиационной дивизии за отличие в боях при уничтожении никопольской группировки немцев и овладении штурмом городом Никополь — крупным промышленным центром Украины Приказом НКО СССР от 13 февраля 1944 года на основании приказа ВГК № 72 от 8 февраля 1944 года присвоено почётное наименование «Никопольская»[10].

- 686-му штурмовому авиационному полку за отличие в боях при овладении штурмом крепостью и важнейшей военно-морской базой на Чёрном море городом Севастополь Приказом НКО СССР от 24 мая 1944 года на основании приказа ВГК № 111 от 10 мая 1944 года присвоено почётное наименование «Севастопольский»[11].
- 947-му штурмовому авиационному полку за отличие в боях при овладении штурмом крепостью и важнейшей военно-морской базой на Чёрном море городом Севастополь Приказом НКО СССР от 24 мая 1944 года на основании приказа ВГК № 111 от 10 мая 1944 года присвоено почётное наименование «Севастопольский»[11].

## Награды
- 289-я штурмовая авиационная Никопольская дивизия за образцовое выполнение заданий командования в боях за освобождение города Севастополь и проявленные при этом доблесть и мужество Указом Президиума Верховного Совета СССР от 24 мая 1944 года награждена орденом «Красного Знамени»[12].
- 232-й штурмовой авиационный полк за образцовое выполнение заданий командования в боях с немецкими захватчиками за овладение городом Клайпеда (Мемель) и проявленные при этом доблесть и мужество Указом Президиума Верховного Совета СССР от 5 апреля 1945 года награждён орденом «Суворова III степени»[13].

## Благодарности Верховного Главнокомандующего
Воины дивизии особо отмечены Благодарностью Верховного Главнокомандующего:
- За прорыв обороны противника северо-западнее и юго-западнее города Шауляй (Шавли) и овладении важными опорными пунктами обороны немцев Телыпай, Плунгяны, Мажейкяй, Тришкяй, Тиркшляй, Седа, Ворни, Кельмы, а также овладении более 2000 других населенных пунктов[14].

В составе 7-го штурмового авиакорпуса воинам дивизии объявлены Благодарности Верховного Главнокомандующего:
- За прорыв сильно укрепленной обороны немцев на их плацдарме южнее города Никополь на левом берегу Днепра, ликвидации оперативно важного плацдарма немцев на левом берегу Днепра и овладении районным центром Запорожской области — городом Каменка, а также занятием более 40 других населенных пунктов[15].
- За отличие в боях при прорыве сильно укрепленной обороны противника на Перекопском перешейке, овладении городом Армянск, выход к Ишуньским позициям, форсировании Сиваша восточнее города Армянск, прорыве глубоко эшелонированной обороны противника в озерных дефиле на южном побережье Сиваша и овладении важнейшим железнодорожным узлом Крыма — Джанкоем[16].
- За отличие в боях при овладении штурмом крепостью и важнейшей военно-морской базой на Чёрном море городом Севастополь[11].
- За отличие в боях при овладении штурмом городом и крупным узлом коммуникаций Тарту (Юрьев-Дерпт) — важным опорным пунктом обороны немцев, прикрывающим пути к центральным районам Эстонии[17].
- За отличие в боях при овладении городом и крупным железнодорожным узлом Валга — мощным опорным пунктом обороны немцев в южной части Эстонии[18].

## Отличившиеся воины дивизии
| - Бараненко Владимир Яковлевич, старший лейтенант, заместитель командира эскадрильи 947-го штурмового авиационного полка 289-й штурмовой авиационной дивизии 7-го штурмового авиационного корпуса 15-й воздушной армии Указом Президиума Верховного Совета СССР 15 мая 1946 года удостоен звания Герой Советского Союза. Золотая Звезда № 9104 - Борисов Пётр Сергеевич, старший лейтенант, заместитель командира эскадрильи 686-го штурмового авиационного полка 289-й штурмовой авиационной дивизии 7-го штурмового авиационного корпуса 15-й воздушной армии Указом Президиума Верховного Совета СССР 15 мая 1946 года удостоен звания Герой Советского Союза. Золотая Звезда № 8255 - Комлев Пётр Александрович, старший лейтенант, командир звена 686-го штурмового авиационного полка 289-й штурмовой авиационной дивизии 7-го штурмового авиационного корпуса 3-й воздушной армии Указом Президиума Верховного Совета СССР 23 февраля 1945 года удостоен звания Герой Советского Союза. Посмертно - Кравцов Алексей Савельевич, капитан, командир эскадрильи 947-го штурмового авиационного полка 289-й штурмовой авиационной дивизии 7-го штурмового авиационного корпуса 3-й воздушной армии Указом Президиума Верховного Совета СССР 23 февраля 1945 года удостоен звания Герой Советского Союза. Золотая Звезда № 5931 - Карачун Владимир Григорьевич, капитан, командир эскадрильи 947-го штурмового авиационного полка 289-й штурмовой авиационной дивизии 7-го штурмового авиационного корпуса 15-й воздушной армии Указом Президиума Верховного Совета СССР 15 мая 1946 года удостоен звания Герой Советского Союза. Золотая Звезда № 6650 - Колесников Александр Никифорович, командир эскадрильи 232-го штурмового авиационного полка 289-я штурмовая авиационная дивизия 8-я воздушная армия Указом Президиума Верховного Совета СССР 02 августа 1944 года удостоен звания Герой Советского Союза. Золотая Звезда № 4163 - Кучин Борис Максимович, старший лейтенант, командир звена 947-го штурмового Севастопольского авиационного полка 289-й штурмовой Никопольской Краснознамённой авиационной дивизии 7-го штурмового Севастопольского авиационного корпуса 15-й воздушной армии указом Президента Российской Федерации № 1554 от 1 октября 1993 года удостоен звания Российской Федерации. - Миннибаев Гумер Хазинурович, старший лейтенант, заместитель командира эскадрильи 947-го штурмового авиационного полка 289-й штурмовой авиационной дивизии 7-го штурмового авиационного корпуса 14-й воздушной армии Указом Президиума Верховного Совета СССР 23 февраля 1945 года удостоен звания Герой Советского Союза. Золотая Звезда № 7440 - Никулин Александр Семёнович, старшина, Стрелок-радист 947-го штурмового Севастопольского авиационного полка 289-й штурмовой Никопольской Краснознамённой авиационной дивизии 7-го штурмового Севастопольского авиационного корпуса 15-й воздушной армии указом Президента Российской Федерации № 1554 от 1 октября 1993 года удостоен звания Российской Федерации. - Пискунов Василий Григорьевич, старший лейтенант, командир эскадрильи 232-го штурмового авиационного полка 289-й штурмовой авиационной дивизии 7-го штурмового авиационного корпуса 8-й воздушной армии Указом Президиума Верховного Совета СССР 13 апреля 1944 года удостоен звания Герой Советского Союза. Золотая Звезда № 1283. - Сухарев Евстафий Андреевич, лейтенант, командир звена 686-го штурмового авиационного полка 289-й штурмовой авиационной дивизии 7-го штурмового авиационного корпуса 8-й воздушной армии Указом Президиума Верховного Совета СССР 2 августа 1944 года удостоен звания Герой Советского Союза. Золотая Звезда № 4164 - Тараканчиков Николай Ильич, старший лейтенант, заместитель командира эскадрильи 686-го штурмового авиационного полка 289-й штурмовой авиационной дивизии 7-го штурмового авиационного корпуса 8-й воздушной армии Указом Президиума Верховного Совета СССР 1 ноября 1943 года удостоен звания Герой Советского Союза. Золотая Звезда не вручена в связи с гибелью - Хиталишвили Захар Соломонович, капитан, командир эскадрильи 232-го штурмового авиационного полка 289-й штурмовой авиационной дивизии 7-го штурмового авиационного корпуса 8-й воздушной армии командир эскадрильи 232-го штурмового авиационного полка, Указом Президиума Верховного Совета СССР 13 апреля 1944 года удостоен звания Герой Советского Союза. Золотая Звезда № 1314. - Чернов Георгий Герасимович, капитан, штурман 232-го штурмового авиационного полка 289-й штурмовой авиационной дивизии 7-го штурмового авиационного корпуса 8-й воздушной армии Указом Президиума Верховного Совета СССР 13 апреля 1944 года 2 августа 1944 года удостоен звания Герой Советского Союза. Золотая Звезда № 1315 - Ширяев Всеволод Александрович, командир эскадрильи 806-го штурмового авиационного полка 289-й штурмовой авиационной дивизии 7-го штурмового авиационного корпуса Указом Президиума Верховного Совета СССР 08 февраля 1943 года удостоен звания Герой Советского Союза. Посмертно. Золотая Звезда № 6650. |

## Базирование
| Период               | Место базирования       |
| -------------------- | ----------------------- |
| 09.1945 — 01.01.1992 | Луцк, Волынская область |

| МиГ-27 | Су-17М | Су-24 |